# Maison Grégueil
La maison Grégueil, appelée aussi Petit Château, est un manoir situé rue de la Victoire à Châteaumeillant, dans le département du Cher. Elle date  de la fin du XVe siècle, et a été remaniée au XVIe siècle. Elle abrite le musée Émile-Chénon. La maison est inscrite à l'inventaire des  monuments historiques depuis 1964. 

## Description
La partie la plus ancienne de la maison (chambres basse et haute) remonte au XVe siècle. Au XVIe siècle, la distribution des ouvertures est modifiée et une tourelle d'escalier en pierre est ajoutée; c'est la tourelle que l'on voit sur la photo. Une aile du manoir est allongée. Au XIXe siècle, des cloisonnements sont repris, de même que lambris et menuiseries qui peuvent dater de l'époque romantique et sont inspirés d'un décor Louis XVI. Des travaux ont permis de mettre au jour un décor d'enduit à la chaux recouvert de peintures décoratives, rare décor tapisserie de source civile. Ces fragments sont constitués de rinceaux linéaires avec entrelacs de feuilles, le tout constituant un camaïeu brun bleuté sur fond clair. Les ébrasements de fenêtres sont ornés d'enroulements en crosses sur fond jaune. La partie de peinture située entre la cheminée et la façade nord comporte des inscriptions gothiques de la fin du XVe siècle.

## Historique
Le petit château a appartenu à la famille de notaires royaux de Marcillac qui, à une époque, était aussi propriétaire du château d'Acre à Néret. Font probablement partie de cette famille le célèbre peintre sur verre Guillaume de Marcillat et son père Pierre de Marcillat ou Marcillac, qui est un des bourgeois signataires de la Grande Charte de La Châtre. Le premier maire de Châteaumeillant, Jean-Baptiste Légier de la Chassaigne, en fait sa résidence. Lors des travaux de restauration du musée en 2012-2013, une niche contenant six parchemins et une plaquette en ardoise est découverte. L'un des documents, signé de Jean-Baptiste Légier de la Chassaigne, indique qu'il a acheté la maison en 1777. Au XXe siècle, l'immeuble devient la propriété de la famille Grégueil qui lui donne son nom. Il est racheté par la municipalité en 1954 afin de le détruire parce que son état de délabrement menaçait les riverains. En 1956, les découvertes de Jacques Gourvest décident la municipalité à réparer et aménager l'édifice pour en faire un musée.
Le manoir héberge le musée Émile-Chénon depuis sa fondation, et il a aussi servi d'office de tourisme à la municipalité.